# Desy Ratnasari
Desy Ratnasari (ur. 12 grudnia 1973 w Sukabumi) – indonezyjska aktorka, piosenkarka i polityk.

## Życiorys
Urodziła się 12 grudnia 1973 r. w Sukabumi. Swoją karierę w przemyśle rozrywkowym rozpoczęła w 1987 roku. W wieku 14 lat wzięła udział w programie GADIS Cover, gdzie zajęła drugie miejsce. Rok później otrzymała propozycję zagrania w serialu Jendela Rumah Kita na antenie TVRI. Rola ta przyniosła jej popularność. Swoje umiejętności aktorskie zaprezentowała także w filmach Olga Sepatu Roda, Blok M, Si Kabayan i Joshua oh Joshua oraz w serialach telewizyjnych Saat Memberi Saat Menerima, Cinta, Anakku Terlahir Kembali i Malin Kundang. W 2007 roku wystąpiła jako aktorka drugoplanowa w filmie religijnym Kun Fayakuun.
Za grę aktorską w Saat Memberi Saat Menerima i Buku Harian otrzymała nominację do miana głównej aktorki (Aktris Utama) na Festival Sinetron Indonesia (1994, 1995).
Po odniesieniu sukcesu jako aktorka Desy rozpoczęła karierę wokalną. Jej najsłynniejszy utwór – „Tenda Biru” – miał się sprzedać w nakładzie 1 mln egzemplarzy. Utwór ten był wykonywany w różnych wersjach, w tym w formie muzyki dangdut i keroncong. Dzięki tej piosence artystka została laureatką HDX Awards 1996.

## Dyskografia

### Albumy
- Lukisan Cinta (1993)
- Bukan Aku Menolakmu (1994)
- Tenda Biru (1995)
- Sampai Hati (1997)
- Lembaran Baru (1998)
- Takdir (1998)
- The Best of Desy Ratnasari (1998)
- Karena Cinta (1999)
- Menyesal (2000)
- Untukmu... (2003)
- Best of the Best Desy Ratnasari (2003)

### Single
- Saskia (OST. Saskia)
- Kang Kemon (OST. Glen Kemon Mudik)
- Jual Tampang (OST. Jual Tampang)
- Takdir/Kasihku Yang Hilang (OST. Takdir)
- Mengapa (OST. Melati)
- Hanya Satu Mutiara (OST. Hanya Satu Mutiara)
- Cinta Tiada Akhir (OST. Cinta Tiada Akhir)
- Hidayah (OST. Hidayah)
- Tenda Biru